# Tragopa corniculata
Tragopa corniculata är en insektsart som beskrevs av Carl Stål. Tragopa corniculata ingår i släktet Tragopa och familjen hornstritar. Inga underarter finns listade i Catalogue of Life.